# Planet Green
Planet Green – amerykański kanał telewizyjny należący do Discovery Communications. Przekształcony z Discovery Home, amerykańskiego odpowiednika Discovery Home & Health. Oprócz programów dla gospodyń domowych i o architekturze nadaje także, zgodnie ze swoją nazwą, programy ekologiczne. Miał swój odpowiednik w HDTV - Planet Green HD.

## Programy telewizyjne
- Alter Eco
- Battleground Earth
- Emeril Green
- G Word
- Go for the Green
- Greenovate
- Greensburg
- Hollywood Green
- Living With Ed
- Mean Green Machines
- Off the Grid
- Renovation Nation
- Stuff Happens
- Total Wrecklamation
- Wa$ted!
- Worlds Greenest Homes
- Clean Sweep
- Cookin in Brooklyn
- Design Rivals
- Designer Guys
- Flip That House
- Garden Police
- Going Going Gone
- Holmes on Homes
- Inner Chef with Marcus Samuelsson
- Kylie Kwong: Simply Magic
- License to Grill
- Living Fresh
- Neat
- Party Girl
- Party Planner
- Take Home Chef
- Toolbelt Diva
- Trading Spaces
- While You Were Out